# Gantoise (hockey)
Gantoise is een Belgische hockeyclub uit Gent.

## Geschiedenis
De club is in 1914 ontstaan uit de in 1864 gestichte gelijknamige atletiekclub. Ze is bij de KBHB aangesloten onder het stamnummer 604 en maakt deel uit van de Gantoise hockey, tennis en padel club.
De club is gevestigd aan de Noorderlaan te Gent en heeft beschikking over drie grote en twee halve kunstgrasvelden met veldverlichting.

## Palmares
Heren
- Landskampioen (veld): 1921, 2023 en 2024[2]

Dames
- Landskampioen (veld): 2006, 2021, 2022, 2023 en 2024[3]
- Landskampioen (zaal): 2004, 2009, 2010 en 2011

## Bekende (ex-)spelers
- Ambre Ballenghien
- Maureen Beernaert
- Yves Bernaert
- Berta Bonastre
- Hélène Brasseur
- Alexandre de Paeuw
- Raymond Distave
- Alix Gerniers
- Antoine Kina
- Pascal Kina
- Harold Mechelynck
- Barbara Nelen
- Taine Paton
- Abigail Raye
- Emilie Sinia
- Armand Solie
- Étienne Soubre
- Nicolene Terblanche
- Stéphanie Vanden Borre
- Charles Vandeweghe
- Loïc Vandeweghe
- Valérie Vermeersch
- Jean Willems